# Association Sportive de la Marine d'Orà
L'Association Sportive de la Marine d'Oran, també conegut com a AS Marine d'Oran o ASMO, fou un club de futbol algerià de la ciutat d'Orà.

## Palmarès
- Copa algeriana de futbol:[2][3]
  - 1956-57

- Lliga d'Orà de futbol:[4]
  - 1920-21, 1928-29, 1939-40, 1940-41

- Copa d'Orà de futbol:
- 1940-41

- Campionat de l'Àfrica del Nord francesa de futbol:[5]
  - 1920-21

- Campionat de l'Àfrica del Nord francesa de futbol:[6]
  - 1940-41